# Ananda Mahidol
Ananda Mahidol (RTGS: Ananthamahidon; Aussprache: [ʔaːnantʰáʔ máʔhìʔdon]; auch Rama VIII.; voller Thronname Phrabat Somdet Phra Poramentharamaha Ananda Mahidol Phra Atthama Ramathibodin, Thai พระบาทสมเด็จพระปรเมนทรมหาอานันทมหิดลฯ พระอัฐมรามาธิบดินทร, * 20. September 1925 in Heidelberg, Deutschland; † 9. Juni 1946 in Bangkok, Thailand) war König von Thailand vom 2. März 1935 bis zu seinem Tode und entstammte der Chakri-Dynastie.

## Leben und Wirken

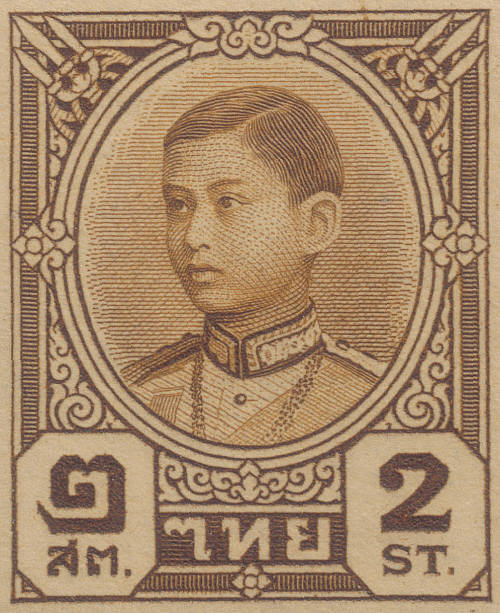
König Ananda Mahidol auf einer zeitgenössischen Briefmarke

Prinz Ananda Mahidol wurde als erster Sohn von Prinz Mahidol Adulyadej, Fürst von Songkhla (einem Sohn von König Chulalongkorn), und Mom Sangwan (der späteren Prinzessinmutter Srinagarindra) geboren. Die Familie lebte zu jener Zeit im deutschen Heidelberg, wo sich der Vater wegen einer Nierenerkrankung behandeln ließ. Ananda Mahidols Vater war ein Prinz des höchsten Ranges (Chao Fa), seine Mutter hingegen eine Bürgerliche. Aufgrund der nicht standesgemäßen Verbindung trug er zunächst nur den nachrangigen Prinzentitel Mom Chao. Nach seiner Geburt sandte König Vajiravudh (Rama VI.), sein Onkel, am 13. Oktober 1925 ein Telegramm, in dem er ihn Ananda Mahidol (อานันทมหิดล) nannte, das heißt „Die Freude über Mahidol“. Ananda Mahidol ist auf Thailändisch ein Wort und der Vorname des Prinzen, er wird [ʔaːnantʰá máhìdon] ausgesprochen. Als Nachnamen benutzte er den Namen Mahidol seines Vaters, sein vollständiger Geburtsname war somit Mom Chao Ananda Mahidol Mahidol. Er hatte eine ältere Schwester, Galyani Vadhana. Die junge Familie zog 1926 nach Cambridge (Massachusetts), wo Prinz Mahidol an der Harvard University öffentliches Gesundheitswesen studierte und wo 1927 der jüngere Bruder Bhumibol Adulyadej zur Welt kam. 

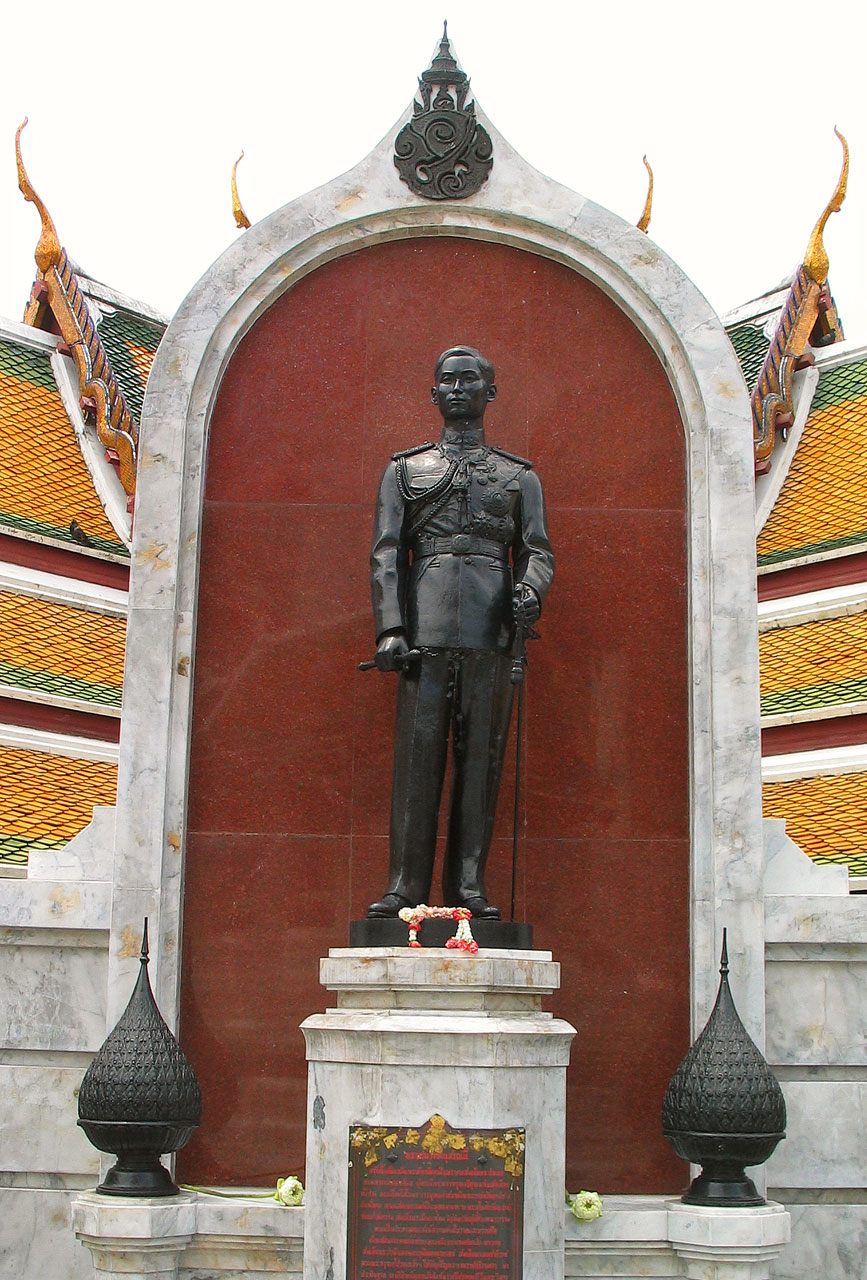
Statue von König Ananda Mahidol im Wat Suthat, Bangkok

Nachdem König Vajiravudh noch 1925 ohne männliche Nachkommen gestorben war, erhöhte der kinderlose neue König Prajadhipok (Rama VII.) 1927 Ananda Mahidol und seine Geschwister in den zweithöchsten Prinzenrang Phra Worawong Thoe Phra-ong Chao. Damit stiegen diese in der Reihe möglicher Thronfolger auf. Nach dem Studienabschluss des Vaters kehrte die Familie Ende 1928 nach Siam zurück. Anandas Vater starb, als er erst vier Jahre alt war. Er wurde 1931 in die katholische Mater-Dei-Schule in Bangkok eingeschult und wechselte dann auf die renommierte Debsirin-Schule. Als Kind war er von schwächlicher Konstitution, bei ihm wurden Paralyse, Myasthenia gravis und Neurose diagnostiziert. Im Juni 1932 unternahm die konstitutionalistische Khana Ratsadon („Volkspartei“) einen Staatsstreich, der die absolute Monarchie in Siam beendete. Auf Anraten der Großmutter Savang Vadhana zog Mom Sangwan mit ihren drei Kindern im Juni 1933 in die Schweiz. Ein Grund war das angenehmere Klima, das der Gesundheit des Prinzen zuträglich sein sollte, ein anderer die größere Sicherheit vor möglichen Palastintrigen, politischen Auseinandersetzungen und Thronfolgestreitigkeiten. Nach seinem Machtverlust und einem Konflikt mit der nun regierenden „Volkspartei“ dankte König Prajadhipok am 2. März 1935 ab. Er hatte keine Kinder, seine vollbürtigen Brüder (Söhne Chulalongkorns mit seiner Hauptfrau Saovabha Phongsri) waren ohne männliche Erben gestorben und Anandas älterer Cousin Prinz Chula Chakrabongse (1908–1963) war wegen seiner ausländischen Mutter von der Thronfolge ausgeschlossen.
So fiel die Königswürde an den erst neun Jahre alten Ananda Mahidol. Er hielt sich allerdings die meiste Zeit seiner Herrschaft in Lausanne auf, wo er die École Privée de Miremont, dann die École nouvelle de la Suisse romande besuchte. Ein Rat aus drei Regenten nahm stellvertretend für den jungen König die Funktionen des Staatsoberhaupts wahr, zunächst bestehend aus seinem Onkel 2. Grades Prinz Anuwat Chaturon (Oscar-nudis; 1883–1935), seinem Cousin Prinz Aditya Dibabha (1904–1946) sowie dem ehemaligen Innenminister Chao Phraya Yommarat (Pan Sukhum; 1862–1938). Prinz Oscar starb kurze Zeit später und wurde durch Chao Phraya Bijayendrayodhin (Um Indrayodhin; 1871–1942) ersetzt. Für den 1938 verstorbenen Chao Phraya Yommarat rückte (nach einer Vakanz von drei Jahren) 1941 der vormalige Finanzminister Pridi Phanomyong (1900–1983) nach. Nach dem Tod des Chao Phraya Bijayendrayodhin 1942 und dem Rücktritt von Prinz Aditya 1944 wurden keine neuen Regenten ernannt, sodass Pridi schließlich als einziger verblieb. Nur durch gelegentliche Reisen nach Thailand (erstmals im November 1938) hielt Ananda den Kontakt zum Land aufrecht.
Die deutschen Nationalsozialisten unterhielten gute Beziehungen zu Siam (Thailand) und setzten große Hoffnungen in den Jungen. 1936 widmete ihm die Zeitschrift Die Woche eine reich bebilderte Doppelseite (Titel: Der zehnjährige „Vetter des Morgenstern“) und schrieb:

„Ananda, der übrigens eine Schneiderstochter aus Heidelberg, Elisabeth Schnarrnberger [recte: Scharnberger], zur Tante hat […] sitzt vorläufig noch in Lausanne, muß Klavier üben, Regeldetrie lernen und, nicht zuletzt, sich technische Kenntnisse aneignen.“

Nach dem Ende des Zweiten Weltkriegs bat ihn die Regierung Thailands zurückzukehren. Am 5. Dezember 1945 kam er deshalb mit seinem Bruder, Prinz Bhumibol Adulyadej, nach Bangkok. Er unternahm zahlreiche Reisen durch das Land, auf denen er sich über die Landwirtschaft und die Rechtsprechung informierte und gelegentlich Einfluss nahm, um Härten zu mildern und Verbesserungen herbeizuführen.
Am 9. Juni 1946 starb er im Alter von 20 Jahren unter ungeklärten Umständen in seinem Schlafzimmer an Schussverletzungen. Es wird bis heute spekuliert, ob es sich dabei um einen Unfall beim Hantieren mit Handfeuerwaffen, einen Suizid oder einen Mordanschlag handelte.
Sein Nachfolger wurde sein Bruder Bhumibol Adulyadej. Dieser richtete 1959 die Ananda-Mahidol-Stiftung ein, die sich die internationale Fortbildung von thailändischen Studenten zum Ziel gesetzt hat.